# Моніка Церт
Моніка Церт (нім. Monika Zehrt; нар. 29 вересня 1952) — німецька легкоатлетка, яка спеціалізувалася в бігу на короткі дистанції.

## Із життєпису
Дворазова олімпійська чемпіонка-1972 з бігу на 400 метрів та в естафеті 4×400 метрів.
Чемпіонка Європи-1971 в естафеті 4×400 метрів
Триразова переможниця Кубків Європи (1970—1973).
Дворазова чемпіонка Європи серед юніорів (1970).
Перша німкеня, яка «вибігла» на 400-метрівці з 52 секунд.
Екс-рекордсменка світу та Європи з бігу на 400 метрів та в естафеті 4×400 метрів.
Завершила спортивну кар'єру у 1974, після чого працювала у мебельному бізнесі.

## Основні міжнародні виступи
| Рік  | Змагання                       | Місто     | Місце | Дисципліна |
| ---- | ------------------------------ | --------- | ----- | ---------- |
| 1970 | Чемпіонат Європи серед юніорів | Париж     | 1     | 400 м      |
| 1970 | 1                              | 4×400 м   |       |            |
| 1970 | Кубок Європи                   | Будапешт  | 1     | 4×400 м    |
| 1971 | Чемпіонат Європи               | Гельсінкі | 1     | 4×400 м    |
| 1972 | Олімпійські ігри               | Мюнхен    | 1     | 400 м      |
| 1972 | 1                              | 4×400 м   |       |            |
| 1973 | Кубок Європи                   | Единбург  | 1     | 400 м      |
| 1973 | 1                              | 4×400 м   |       |            |